# Grady (Nouveau-Mexique)
Pour les articles homonymes, voir Grady.
Grady est un village de l'État américain du Nouveau-Mexique, situé dans le Comté de Curry. Selon le recensement de 2010, sa population est de 107 habitants.